# توطئه (فیلم ۲۰۰۸)
توطئه (انگلیسی: Conspiracy) فیلمی در ژانر اکشن به کارگردانی آدام مارکوس است که در سال ۲۰۰۸ منتشر شد. از بازیگران آن می‌توان به وال کیلمر، گری کول، و جنیفر اسپوزیتو اشاره کرد.